# Willi Hennig

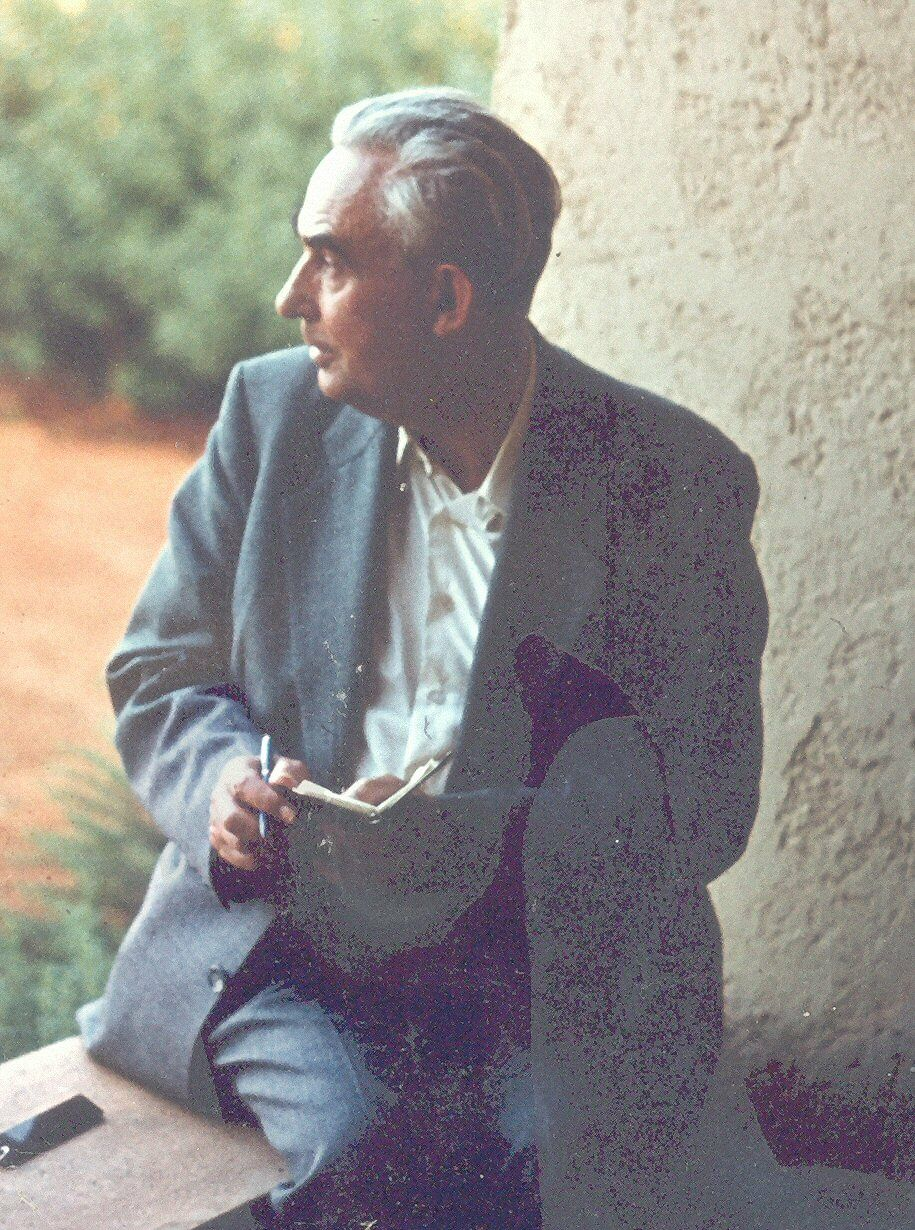
Willi Hennig (kolem r. 1970)

Willi Hennig (20. dubna 1913 Dürrhennersdorf – 5. listopadu 1976 Ludwigsburg) byl německý biolog, známý jako zakladatel fylogenetické systematiky (kladistiky).

## Dílo
- spoluautor W. Meise: Die Schlangengattung Dendrophis. v: Zoologischer Anzeiger. 99.1932, S. 273–297.
- Revision der Gattung „Draco“ (Agamidae). v: Temminckia. 1.1936, S. 153–220.
- Beziehungen zwischen geographischer Verbreitung und systematischer Gliederung bei einigen Dipterenfamilien: ein Beitrag zum Problem der Gliederung systematischer Kategorien höherer Ordnung. v: Zoologischer Anzeiger. 116.1936, S. 161–175.
- Probleme der biologischen Systematik. v: Forschungen und Fortschritte. 21/23.1947, S. 276–279.
- Die Larvenformen der Dipteren. 3 svazky. Akademie-Verlag, Berlín 1948–1952.
- Grundzüge einer Theorie der phylogenetischen Systematik. Deutscher Zentralverlag, Berlín 1950.
- Kritische Bemerkungen zum phylogenetischen System der Insekten. svazek 3 1953, S. 1–85.
- Phylogenetic Systematics. Univ. Illinois Press, Urbana 1966.
- Die Stammesgeschichte der Insekten. Kramer, 1969.
- „Cladistic analysis or cladistic classification?“ A reply to Ernst Mayr. v: Systematic Zoology 24.1975, S. 244–256.
- Stammesgeschichte der Chordaten. Parey, Berlín 1983.
- Aufgaben und Probleme stammesgeschichtlicher Forschung. Parey, Berlín 1984.
- Taschenbuch der Speziellen Zoologie. díl 1 a 2: Wirbellose I und II. díl 3: Wirbeltiere I. díl 4: Wirbeltiere II. Fischer, Jena; Deutsch, Frankfurt, Thun, Zürich.